# Buitelkevers
De buitelkevers (Eucinetidae) zijn een familie van kevers (Coleoptera) in de onderorde van de Polyphaga.